# Emscher Park Radweg

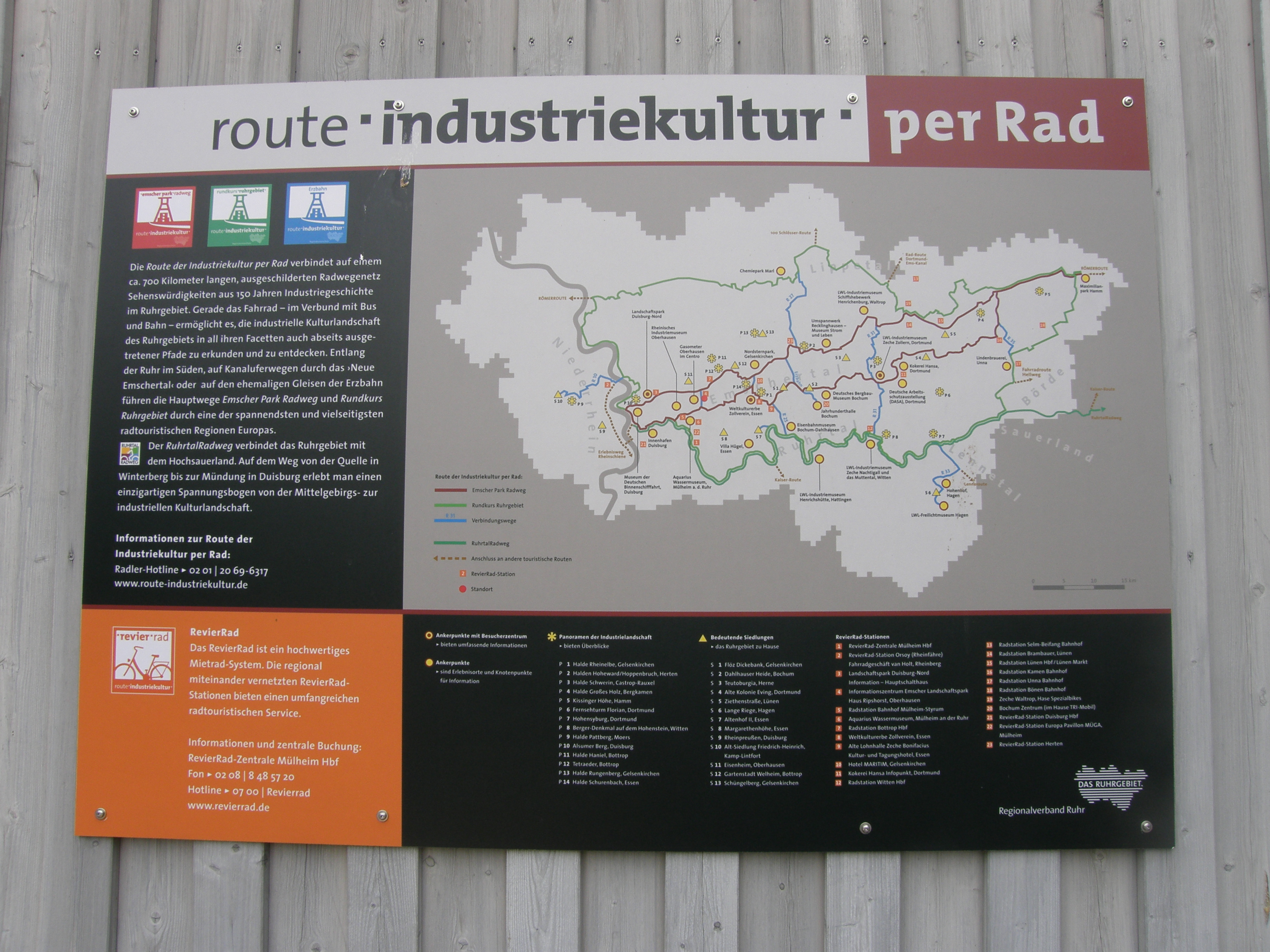
Übersichtskarte an einer RevierRad-Station, der Emscher Park Radweg ist rot gekennzeichnet

Der Emscher Park Radweg ist ein Radfernweg im Ruhrgebiet. Er orientiert sich geografisch am Emschertal und erstreckt sich in Ost-West-Richtung zwischen Duisburg und Dortmund.
Der nördliche Teil verläuft nahe dem Rhein-Herne-Kanal (und damit auch nahe dem namensgebenden Fluss Emscher) und dem Datteln-Hamm-Kanal, während der südliche Teil – grob eingeteilt – zwischen beiden Kanälen und der Ruhr verläuft; der Abstand zwischen den beiden Teilen beträgt 10 bis 25 Kilometer. Der 225 Kilometer langgestreckte Rundkurs (mit einem Abstecher von Bergkamen bis Hamm) ist einer der beiden Hauptwege des Projektes Route der Industriekultur per Rad, der zweite Hauptweg Rundkurs Ruhrgebiet verläuft eher in den äußeren Gebieten des Ruhrgebiets. Beide Radwege werden durch durchnummerierte und zumeist in Nord-Süd-Richtung verlaufende R-Wege mit- und untereinander verbunden, sodass Touren mit ganz unterschiedlichen Streckenlängen gefahren werden können.

## Zielsetzung

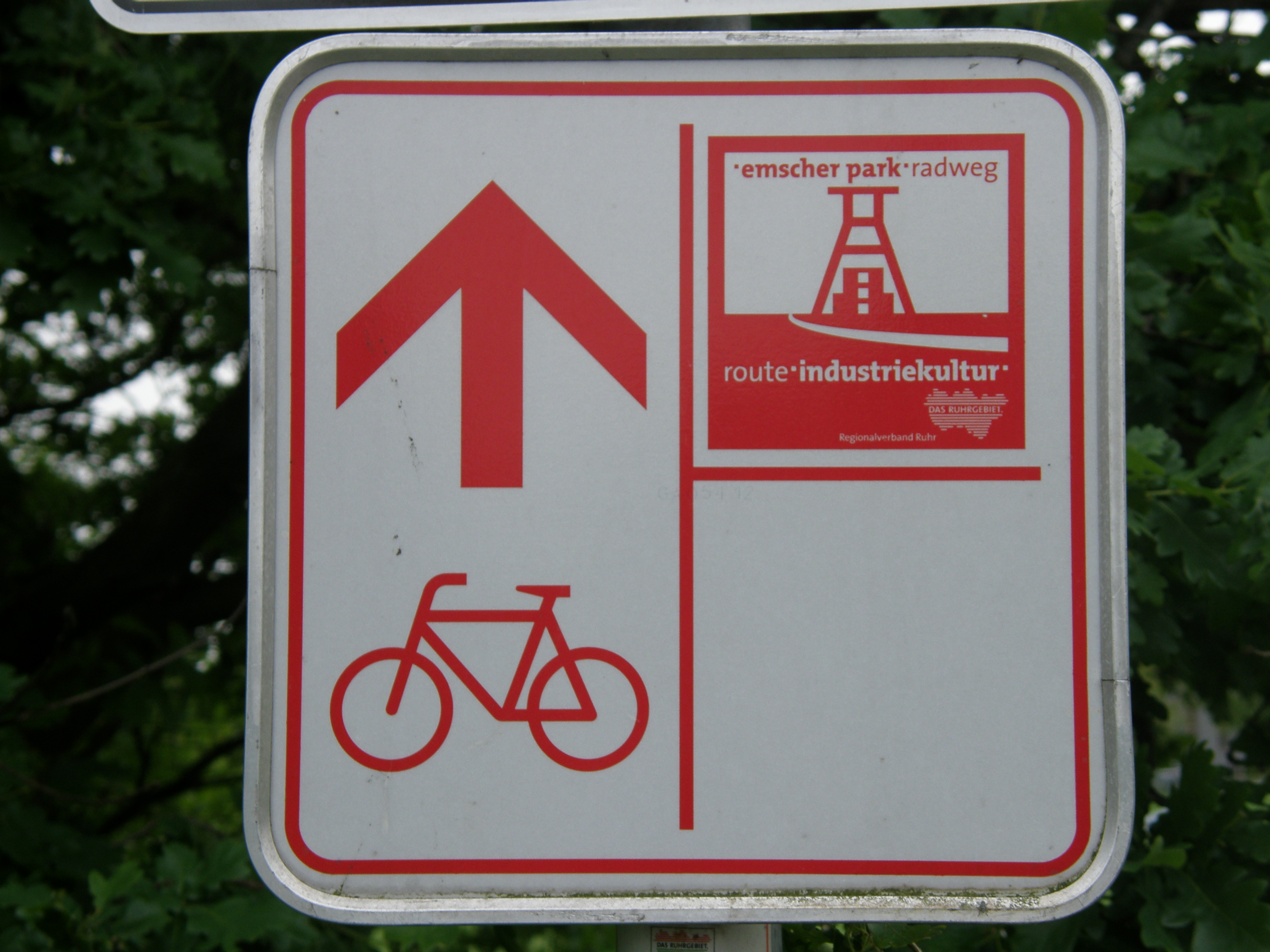
Streckenschild in roter Farbe

Mit dem „Emscher Park Radweg“ möchte der Regionalverband Ruhr das Ruhrgebiet mit seinen Ausflugszielen und Sehenswürdigkeiten per Fahrrad erlebbar machen. Dabei führt der Radweg entlang der Kanäle, Flussufer und verkehrsarmen Straßen zu vielen Punkten der Route der Industriekultur, circa 80 % der Strecke sind asphaltiert. Er verläuft auf den Stadtgebieten von Bergkamen, Bochum, Bottrop, Dortmund, Duisburg, Essen, Gelsenkirchen, Hamm, Herne, Kamen,  Mülheim an der Ruhr, Lünen, Oberhausen, Recklinghausen und Waltrop.
Zum Gelingen des Projektes hat der Regionalverband Ruhr eine ganze Infrastruktur von Mietstationen für Fahrräder aufgebaut, die meist an zentralen Orten wie Hauptbahnhöfen in Ruhrgebietsstädten oder großen Ausflugszielen wie Zeche Zollverein gelegen sind. Hier können die so genannten „RevierRäder“ gemietet werden. Ein Hauptgedanke bei der Einrichtung der Radstationen ist, interessierten Touristen einen unkomplizierten Zugang per Fahrrad zum Ruhrgebiet zu ermöglichen.
Die Wegmarken des Emscher Park Radweges zeigen einen Zechenturm oberhalb einer angedeuteten Landschaft. In der unteren Hälfte steht der Schriftzug „route industriekultur“ mit dem Logo des RVR, oberhalb des Turmes steht der Name des Radweges. Die Signets der anderen Radwege der Route der Industriekultur sind analog gestaltet, sie unterschieden sich nur in der Farbe.

## Hinweis
Der „Emscher Park Radweg“ sollte nicht mit dem ähnlich klingenden Emscher-Weg der Emschergenossenschaft verwechselt werden. Beide Radwege verlaufen insbesondere entlang der Emscher häufig auf denselben Straßen oder kreuzen sich dort. Ebenfalls nicht zu verwechseln ist diese Route mit dem „Parkway EmscherRuhr“, welcher zwischen Kemnader See und dem Schiffshebewerk Henrichenburg verläuft.
Weiterhin gibt es noch den Emscher-Park-Weg, einen Wanderweg des Sauerländischen Gebirgsvereins (SGV).